# Dolenz, Jones, Boyce & Hart
Dolenz, Jones, Boyce & Hart — супергруппа, состоявшая из двух участников американской поп-рок-группы The Monkees Микки Доленца и Дэви Джонса и композиторского дуэта Томми Бойса и Бобби Харта. Бойс и Харт являлись автором многих композиций, записанных и исполненных The Monkees. Коллектив просуществовал лишь короткое время в конце 1975 года и в 1976 году, выпустив одноимённый студийный альбом.

## История коллектива
В 1970 году вышел последний перед распадом группы альбом The Monkees Changes, в записи которого участвовали только два участника из оригинального состава квартета — Микки Доленц и Дэви Джонс. В 1975 году дуэт Джонса и Доленца объединился с композиторским дуэтом Томми Бойса и Бобби Харта, который сочинил множество песен, исполненных и записанных The Monkees. Из-за юридических нюансов данное объединение не имело права выпускать релизы под авторством The Monkees, поэтому музыканты решили собрать название коллектива из своих фамилий.
Спустя 5 лет с момента распада группы новости о её частичном воссоединении подогрели ожидания публики и музыкальных продюсеров. Музыканты начали организовывать совместные концертные выступления с полной продажей билетов. Capitol Records заключили контракт с квартетом и выделили средства на запись альбома. Тем не менее, Dolenz, Jones, Boyce & Hart (иногда именуемый также 1976 The First Monkees Reunion) совершенно не оправдал ожиданий, и после непродолжительных гастролей участниками было принято решение о прекращении совместной деятельности.

## Участники
- Микки Доленц — вокал, гитара, клавишные, ударные, перкуссия
- Дэви Джонс — вокал
- Томми Бойс — вокал, гитара
- Бобби Харт — вокал, клавишные

## Дискография
- Dolenz, Jones, Boyce & Hart (1976)
- Concert in Japan (1981)